# Llista de monuments de Tàrrega
Llista de monuments de Tàrrega inclosos en l'Inventari del Patrimoni Arquitectònic Català per al municipi de Tàrrega (Urgell). Inclou els inscrits en el Registre de Béns Culturals d'Interès Nacional (BCIN) amb la classificació de monuments històrics, els Béns Culturals d'Interès Local (BCIL) de caràcter immoble i la resta de béns arquitectònics integrants del patrimoni cultural català.
| Monument                                                                           | Protecció    | Estil/època                           | Localització                                                                         | Coordenades                                            | Codi?         | Imatge |
| ---------------------------------------------------------------------------------- | ------------ | ------------------------------------- | ------------------------------------------------------------------------------------ | ------------------------------------------------------ | ------------- | --- |
| Ermita de Sant Eloi                                                                | BCIN 221-MH  | Obra popular XIII, XVIII, XIX         | Tàrrega Muntanya de Sant Eloi                                                        | 41° 39′ 03″ N, 1° 08′ 10″ E / 41.650896°N,1.136105°E   | RI-51-0005018 | Ermita de Sant Eloi (Tàrrega) · Vegeu més fotos d'aquest monument · Carregueu una nova foto d'aquest monument                                   |
| Església parroquial de Santa Maria de l'Alba                                       | BCIN 403-MH  | Barroc XVII                           | Tàrrega Pl. Major de Fra Josep de la Concepció                                       | 41° 38′ 48″ N, 1° 08′ 21″ E / 41.646649°N,1.13922°E    | IPA-467       | Església parroquial de Santa Maria de l'Alba (Tàrrega) · Vegeu més fotos d'aquest monument · Carregueu una nova foto d'aquest monument          |
| Castell de Tàrrega                                                                 | BCIN 1605-MH | Obra popular                          | Tàrrega                                                                              | 41° 38′ 44″ N, 1° 08′ 21″ E / 41.645567°N,1.139124°E   | RI-51-0006496 | Castell de Tàrrega · Vegeu més fotos d'aquest monument · Carregueu una nova foto d'aquest monument                                              |
| Castell de la Figuerosa                                                            | BCIN 1606-MH | Obra popular                          | Tàrrega                                                                              | 41° 41′ 52″ N, 1° 10′ 07″ E / 41.697658°N,1.168665°E   | RI-51-0006497 | Castell de la Figuerosa (Tàrrega) · Vegeu més fotos d'aquest monument · Carregueu una nova foto d'aquest monument                               |
| Castell d'Altet                                                                    | BCIN 1607-MH | XVI-XVIII                             | Tàrrega Altet (desaparegut)                                                          | 41° 41′ 03″ N, 1° 08′ 36″ E / 41.684189°N,1.143413°E   | RI-51-0006498 | Carregueu una nova foto d'aquest monument |
| Castell de Riudovelles                                                             | BCIN 1608-MH |                                       | Tàrrega                                                                              | 41° 42′ 53″ N, 1° 11′ 41″ E / 41.714585°N,1.194851°E   | RI-51-0006499 | Castell de Riudovelles (Tàrrega) · Vegeu més fotos d'aquest monument · Carregueu una nova foto d'aquest monument                                |
| Castell de l'Ofegat                                                                | BCIN 1609-MH | Romànic                               | Tàrrega                                                                              | 41° 40′ 14″ N, 1° 09′ 21″ E / 41.670645°N,1.155928°E   | RI-51-0006500 | Castell de l'Ofegat (Tàrrega) · Vegeu més fotos d'aquest monument · Carregueu una nova foto d'aquest monument                                   |
| Castell de Claravalls                                                              | BCIN 1610-MH | Gòtic XVII                            | Tàrrega                                                                              | 41° 42′ 10″ N, 1° 07′ 35″ E / 41.702805°N,1.126466°E   | RI-51-0006501 | Castell de Claravalls (Tàrrega) · Vegeu més fotos d'aquest monument · Carregueu una nova foto d'aquest monument                                 |
| Creu de terme a Claravalls                                                         |              | Gòtic XVIII                           | Tàrrega                                                                              | 41° 42′ 09″ N, 1° 07′ 28″ E / 41.70248°N,1.12439°E     | IPA-461       | Creu de terme a Claravalls (Tàrrega) · Vegeu més fotos d'aquest monument · Carregueu una nova foto d'aquest monument                            |
| Plaça de Sant Antoni                                                               |              | Gòtic XIV                             | Tàrrega                                                                              | 41° 38′ 43″ N, 1° 08′ 19″ E / 41.645258°N,1.138517°E   | IPA-463       | Plaça de Sant Antoni (Tàrrega) · Vegeu més fotos d'aquest monument · Carregueu una nova foto d'aquest monument                                  |
| Casa dels Marquesos de la Floresta                                                 |              | Gòtic XIII                            | Tàrrega C. Carme                                                                     | 41° 38′ 51″ N, 1° 08′ 25″ E / 41.64758°N,1.14019°E     | IPA-464       | Casa dels Marquesos de la Floresta (Tàrrega) · Vegeu més fotos d'aquest monument · Carregueu una nova foto d'aquest monument                    |
| Plaça Major                                                                        | BCIL 2006    | Obra popular Medieval, XVIII-XX       | Tàrrega Pl. Major                                                                    | 41° 38′ 47″ N, 1° 08′ 22″ E / 41.646408°N,1.139325°E   | IPA-29882     | Plaça Major (Tàrrega) · Vegeu més fotos d'aquest monument · Carregueu una nova foto d'aquest monument                                           |
| Plaça dels Àlbers                                                                  | BCIL 2006    | XVII-XIX                              | Tàrrega Pl. Àlbers                                                                   | 41° 38′ 49″ N, 1° 08′ 21″ E / 41.647034°N,1.13919°E    | IPA-29883     | Plaça dels Àlbers (Tàrrega) · Vegeu més fotos d'aquest monument · Carregueu una nova foto d'aquest monument                                     |
| Carrer Major                                                                       | BCIL 2006    | Obra popular XVII-XIX                 | Tàrrega C. Major                                                                     | 41° 38′ 46″ N, 1° 08′ 22″ E / 41.646028°N,1.139306°E   | IPA-29884     | Carrer Major (Tàrrega) · Vegeu més fotos d'aquest monument · Carregueu una nova foto d'aquest monument                                          |
| Carrer del Carme                                                                   | BCIL 2006    | Obra popular XIV-XX                   | Tàrrega C. del Carme                                                                 | 41° 38′ 50″ N, 1° 08′ 23″ E / 41.647310°N,1.139786°E   | IPA-29885     | Carrer del Carme (Tàrrega) · Vegeu més fotos d'aquest monument · Carregueu una nova foto d'aquest monument                                      |
| Església de Sant Antoni                                                            | BCIL 2006    | Gòtic XV                              | Tàrrega Pl. Sant Antoni                                                              | 41° 38′ 43″ N, 1° 08′ 18″ E / 41.645374°N,1.138459°E   | IPA-29887     | Església de Sant Antoni (Tàrrega) · Vegeu més fotos d'aquest monument · Carregueu una nova foto d'aquest monument                               |
| Església de la Mercè                                                               | BCIL 2006    | Barroc XVII                           | Tàrrega C. Sant Joan, 21                                                             | 41° 38′ 51″ N, 1° 08′ 19″ E / 41.647458°N,1.138486°E   | IPA-29888     | Església de la Mercè (Tàrrega) · Vegeu més fotos d'aquest monument · Carregueu una nova foto d'aquest monument                                  |
| Ajuntament                                                                         | BCIL 2006    | Barroc XVII                           | Tàrrega Pl. Major                                                                    | 41° 38′ 47″ N, 1° 08′ 21″ E / 41.646355°N,1.139052°E   | IPA-29889     | Ajuntament (Tàrrega) · Vegeu més fotos d'aquest monument · Carregueu una nova foto d'aquest monument                                            |
| Casa Sobies                                                                        | BCIL 2006    | Modernisme XX Inici                   | Tàrrega Av. Catalunya, 15 - c. Santa Anna, 10                                        | 41° 38′ 54″ N, 1° 08′ 21″ E / 41.648208°N,1.139295°E   | IPA-29890     | Casa Sobies (Tàrrega) · Vegeu més fotos d'aquest monument · Carregueu una nova foto d'aquest monument                                           |
| carrer Santa Anna, 12                                                              |              | Obra popular XVIII Mitjan             | Tàrrega C. Santa Anna, 12                                                            | 41° 38′ 53″ N, 1° 08′ 21″ E / 41.648074°N,1.139303°E   | IPA-29891     | Habitatge al carrer Santa Anna, 12 (Tàrrega) · Vegeu més fotos d'aquest monument · Carregueu una nova foto d'aquest monument                    |
| carrer del Carme, 29                                                               | BCIL 2006    | Modernisme XX Inici                   | Tàrrega C. del Carme, 29                                                             | 41° 38′ 53″ N, 1° 08′ 25″ E / 41.647941°N,1.140266°E   | IPA-29892     | Habitatge al carrer del Carme, 29 (Tàrrega) · Vegeu més fotos d'aquest monument · Carregueu una nova foto d'aquest monument                     |
| Habitatge al carrer Lluís Folquet, 3                                               |              | Obra popular XVIII Final              | Tàrrega C. Lluís Folquet, 3                                                          | 41° 38′ 44″ N, 1° 08′ 23″ E / 41.645653°N,1.139743°E   | IPA-29893     | Habitatge al carrer Lluís Folquet, 3 (Tàrrega) · Vegeu més fotos d'aquest monument · Carregueu una nova foto d'aquest monument                  |
| Casa Càrcer                                                                        | BCIL 2006    | Modernisme XX Inici                   | Tàrrega C. Santa Anna, 10                                                            | 41° 38′ 52″ N, 1° 08′ 22″ E / 41.647775°N,1.139408°E   | IPA-29894     | Casa Càrcer (Tàrrega) · Vegeu més fotos d'aquest monument · Carregueu una nova foto d'aquest monument                                           |
| Consell Comarcal de l'Urgell, antiga Escola d'Arts i Oficis, Casa Terés            | BCIL 2006    | Obra popular XIX Inici                | Tàrrega C. Agoders, 16                                                               | 41° 38′ 48″ N, 1° 08′ 26″ E / 41.646739°N,1.140483°E   | IPA-29895     | Consell Comarcal de l'Urgell (Tàrrega) · Vegeu més fotos d'aquest monument · Carregueu una nova foto d'aquest monument                          |
| Casa Terés                                                                         | BCIL 2006    | Obra popular XVIII Mitjan             | Tàrrega C. les Piques, 1                                                             | 41° 38′ 46″ N, 1° 08′ 24″ E / 41.646246°N,1.139878°E   | IPA-29896     | Casa Terés (Tàrrega) · Vegeu més fotos d'aquest monument · Carregueu una nova foto d'aquest monument                                            |
| Cambra de Comerç                                                                   | BCIL 2006    | Obra popular XVII                     | Tàrrega Pl. Major, 10                                                                | 41° 38′ 48″ N, 1° 08′ 22″ E / 41.646577°N,1.139577°E   | IPA-29897     | Cambra de Comerç (Tàrrega) · Vegeu més fotos d'aquest monument · Carregueu una nova foto d'aquest monument                                      |
| Casa Mateu, o Casa Sobies                                                          | BCIL 2006    | Gòtic XV                              | Tàrrega C. Carme, 17                                                                 | 41° 38′ 52″ N, 1° 08′ 24″ E / 41.647639°N,1.139925°E   | IPA-29898     | Casa Mateu (Tàrrega) · Vegeu més fotos d'aquest monument · Carregueu una nova foto d'aquest monument                                            |
| Habitatge al carrer Major, 16                                                      | BCIL 2006    | Eclecticisme XIX Inici                | Tàrrega C. Major, 16                                                                 | 41° 38′ 45″ N, 1° 08′ 20″ E / 41.645821°N,1.139016°E   | IPA-29899     | Habitatge al carrer Major, 16 (Tàrrega) · Vegeu més fotos d'aquest monument · Carregueu una nova foto d'aquest monument                         |
| Edifici de la Caixa                                                                | BCIL 2006    | Monumentalisme academicista XX Mitjan | Tàrrega Pl. Major                                                                    | 41° 38′ 47″ N, 1° 08′ 23″ E / 41.646458°N,1.139625°E   | IPA-29900     | Edifici de la Caixa (Tàrrega) · Vegeu més fotos d'aquest monument · Carregueu una nova foto d'aquest monument                                   |
| Cal Castellana Pobre                                                               | BCIL 2006    | Obra popular XVIII                    | Tàrrega C. Agoders, 36                                                               | 41° 38′ 50″ N, 1° 08′ 29″ E / 41.647104°N,1.141317°E   | IPA-29901     | Cal Castellana Pobre (Tàrrega) · Vegeu més fotos d'aquest monument · Carregueu una nova foto d'aquest monument                                  |
| carrer Agoders, 34                                                                 | BCIL 2006    | Obra popular XIX Inici                | Tàrrega C. Agoders, 34                                                               | 41° 38′ 49″ N, 1° 08′ 28″ E / 41.647056°N,1.141157°E   | IPA-29902     | Habitatge al carrer Agoders, 34 (Tàrrega) · Vegeu més fotos d'aquest monument · Carregueu una nova foto d'aquest monument                       |
| carrer Agoders, 32                                                                 | BCIL 2006    | Obra popular XVIII Inici              | Tàrrega C. Agoders, 32                                                               | 41° 38′ 49″ N, 1° 08′ 28″ E / 41.647012°N,1.141068°E   | IPA-29903     | Habitatge al carrer Agoders, 32 (Tàrrega) · Vegeu més fotos d'aquest monument · Carregueu una nova foto d'aquest monument                       |
| carrer Agoders, 30                                                                 | BCIL 2006    | Obra popular XIX Inici                | Tàrrega C. Agoders, 30                                                               | 41° 38′ 49″ N, 1° 08′ 28″ E / 41.646986°N,1.140982°E   | IPA-29904     | Habitatge al carrer Agoders, 30 (Tàrrega) · Vegeu més fotos d'aquest monument · Carregueu una nova foto d'aquest monument                       |
| carrer Agoders, 28                                                                 | BCIL 2006    | Obra popular XVIII Final              | Tàrrega C. Agoders, 28                                                               | 41° 38′ 49″ N, 1° 08′ 27″ E / 41.646943°N,1.140894°E   | IPA-29905     | Habitatge al carrer Agoders, 28 (Tàrrega) · Vegeu més fotos d'aquest monument · Carregueu una nova foto d'aquest monument                       |
| carrer Agoders, 6                                                                  | BCIL 2006    | Obra popular XVII                     | Tàrrega C. Agoders, 6                                                                | 41° 38′ 48″ N, 1° 08′ 24″ E / 41.646547°N,1.139976°E   | IPA-29906     | Habitatge al carrer Agoders, 6 (Tàrrega) · Vegeu més fotos d'aquest monument · Carregueu una nova foto d'aquest monument                        |
| Habitatge al carrer Agoders, 4                                                     | BCIL 2006    | Obra popular XIX Inici                | Tàrrega C. Agoders, 4                                                                | 41° 38′ 47″ N, 1° 08′ 23″ E / 41.646519°N,1.13985°E    | IPA-29907     | Habitatge al carrer Agoders, 4 (Tàrrega) · Vegeu més fotos d'aquest monument · Carregueu una nova foto d'aquest monument                        |
| Cal Sàrries                                                                        | BCIL 2006    | Modernisme XX                         | Tàrrega Av. de Catalunya, 47 - c. Urgell, 56                                         | 41° 38′ 51″ N, 1° 08′ 11″ E / 41.647511°N,1.136463°E   | IPA-29908     | Cal Sàrries (Tàrrega) · Vegeu més fotos d'aquest monument · Carregueu una nova foto d'aquest monument                                           |
| Can Perelló, o Edifici del museu comarcal de l'Urgell                              | BCIL 2006    | Obra popular, renaixement XIX, XVI    | Tàrrega C. Major, 11                                                                 | 41° 38′ 45″ N, 1° 08′ 21″ E / 41.645743°N,1.139123°E   | IPA-29909     | Can Perelló (Tàrrega) · Vegeu més fotos d'aquest monument · Carregueu una nova foto d'aquest monument                                           |
| Cal Jover                                                                          | BCIL 2006    | XVIII Inici                           | Tàrrega C. Major, 3                                                                  | 41° 38′ 46″ N, 1° 08′ 22″ E / 41.646042°N,1.139386°E   | IPA-29910     | Cal Jover (Tàrrega) · Vegeu més fotos d'aquest monument · Carregueu una nova foto d'aquest monument                                             |
| Can Palau                                                                          | BCIL 2006    | Obra popular, barroc XVII             | Tàrrega Pl. Àlbers, 8                                                                | 41° 38′ 49″ N, 1° 08′ 20″ E / 41.647048°N,1.139011°E   | IPA-29911     | Can Palau (Tàrrega) · Vegeu més fotos d'aquest monument · Carregueu una nova foto d'aquest monument                                             |
| Antic escorxador municipal                                                         |              | Racionalisme XX Mitjan                | Tàrrega C. Solana                                                                    | 41° 38′ 40″ N, 1° 08′ 13″ E / 41.644468°N,1.137053°E   | IPA-29912     | Antic escorxador municipal (Tàrrega) · Vegeu més fotos d'aquest monument · Carregueu una nova foto d'aquest monument                            |
| Hospital de Sant Antoni                                                            | BCIL 2006    | Barroc XVIII Mitjan                   | Tàrrega C. Hospital, 2                                                               | 41° 38′ 43″ N, 1° 08′ 17″ E / 41.645308°N,1.138193°E   | IPA-29913     | Hospital de Sant Antoni (Tàrrega) · Vegeu més fotos d'aquest monument · Carregueu una nova foto d'aquest monument                               |
| Portal de la plaça Major                                                           | BCIL 2006    | Neoclassicisme XVII                   | Tàrrega Pl. Major                                                                    | 41° 38′ 48″ N, 1° 08′ 22″ E / 41.646739°N,1.139405°E   | IPA-29914     | Portal de la plaça Major (Tàrrega) · Vegeu més fotos d'aquest monument · Carregueu una nova foto d'aquest monument                              |
| Pas cobert al carrer Vilanova i carrer les Piques                                  | BCIL 2006    | Obra popular XVIII Mitjan             | Tàrrega C. Vilanova - c. les Piques                                                  | 41° 38′ 46″ N, 1° 08′ 24″ E / 41.64613°N,1.13996°E     | IPA-29917     | Pas cobert al carrer Vilanova i carrer les Piques (Tàrrega) · Vegeu més fotos d'aquest monument · Carregueu una nova foto d'aquest monument     |
| Arcades medievals, Pas cobert a la perllongació del carrer Vilanova                | BCIL 2006    | Gòtic XVIII Mitjan                    | Tàrrega C. Vilanova                                                                  | 41° 38′ 46″ N, 1° 08′ 23″ E / 41.646068°N,1.139754°E   | IPA-29918     | Pas cobert a la perllongació del carrer Vilanova (Tàrrega) · Vegeu més fotos d'aquest monument · Carregueu una nova foto d'aquest monument      |
| Pas cobert al carrer Vilanova i carrer Agoders, Pas cobert de Cal Castellana Pobre | BCIL 2006    | Obra popular XVIII Inici              | Tàrrega C. Vilanova - c. Agoders                                                     | 41° 38′ 49″ N, 1° 08′ 29″ E / 41.647002°N,1.141275°E   | IPA-29919     | Pas cobert al carrer Vilanova i carrer Agoders (Tàrrega) · Vegeu més fotos d'aquest monument · Carregueu una nova foto d'aquest monument        |
| Pas cobert als carrers Lluís Folquet, Piques i Estudi                              | BCIL 2006    | Obra popular XVIII Inici              | Tàrrega C. Lluís Folquet - c. Piques - c. Estudi                                     | 41° 38′ 45″ N, 1° 08′ 24″ E / 41.645803°N,1.13995°E    | IPA-29920     | Pas cobert als carrers Lluís Folquet, Piques i Estudi (Tàrrega) · Vegeu més fotos d'aquest monument · Carregueu una nova foto d'aquest monument |
| Pas cobert al carrer Lluís Folquet                                                 | BCIL 2006    | Obra popular XVIII                    | Tàrrega C. Lluís Folquet                                                             | 41° 38′ 43″ N, 1° 08′ 20″ E / 41.645366°N,1.138996°E   | IPA-29921     | Pas cobert al carrer Lluís Folquet (Tàrrega) · Vegeu més fotos d'aquest monument · Carregueu una nova foto d'aquest monument                    |
| Monument Països Catalans                                                           |              | Darreres tendències XX Final          | Tàrrega Pl. del Carme                                                                | 41° 38′ 52″ N, 1° 08′ 28″ E / 41.647782°N,1.141246°E   | IPA-29922     | Monument Països Catalans (Tàrrega) · Vegeu més fotos d'aquest monument · Carregueu una nova foto d'aquest monument                              |
| Monument a Ramon Carnicer                                                          |              | Darreres tendències                   | Tàrrega Pl. del Carme                                                                | 41° 38′ 54″ N, 1° 08′ 26″ E / 41.648348°N,1.140624°E   | IPA-29923     | Monument a Ramon Carnicer (Tàrrega) · Vegeu més fotos d'aquest monument · Carregueu una nova foto d'aquest monument                             |
| Font pública a la plaça Sant Antoni                                                | BCIL 2006    | Obra popular XIX Final                | Tàrrega Pl. Sant Antoni                                                              | 41° 38′ 43″ N, 1° 08′ 19″ E / 41.645307°N,1.138591°E   | IPA-29924     | Font pública a la plaça Sant Antoni (Tàrrega) · Vegeu més fotos d'aquest monument · Carregueu una nova foto d'aquest monument                   |
| Conjunt del Pati o plaça del Carme                                                 |              | Obra popular XVII                     | Tàrrega Pl. del Carme                                                                | 41° 38′ 53″ N, 1° 08′ 27″ E / 41.648155°N,1.140822°E   | IPA-29925     | Conjunt del Pati (Tàrrega) · Vegeu més fotos d'aquest monument · Carregueu una nova foto d'aquest monument                                      |
| Església del Carme, convent del Carme                                              | BCIL 2006    | Obra popular XIV, XVII                | Tàrrega Pl. del Carme, 5                                                             | 41° 38′ 53″ N, 1° 08′ 30″ E / 41.647933°N,1.141669°E   | IPA-29926     | Església del Carme (Tàrrega) · Vegeu més fotos d'aquest monument · Carregueu una nova foto d'aquest monument                                    |
| Habitatge a l'avinguda Catalunya, 5-9                                              | BCIL 2006    | Monumentalisme academicista XX Mitjan | Tàrrega Av. Catalunya, 5-7-9                                                         | 41° 38′ 54″ N, 1° 08′ 23″ E / 41.648302°N,1.139719°E   | IPA-29927     | Habitatge a l'avinguda Catalunya, 5-9 (Tàrrega) · Vegeu més fotos d'aquest monument · Carregueu una nova foto d'aquest monument                 |
| Pavellons militars                                                                 | BCIL 2006    | Eclecticisme XVIII Mitjan             | Tàrrega Pl. del Carme                                                                | 41° 38′ 54″ N, 1° 08′ 29″ E / 41.648407°N,1.141256°E   | IPA-29928     | Pavellons militars (Tàrrega) · Vegeu més fotos d'aquest monument · Carregueu una nova foto d'aquest monument                                    |
| Ateneu                                                                             | BCIL 2006    | Darreres tendències XX Inici          | Tàrrega Pl. del Carme                                                                | 41° 38′ 51″ N, 1° 08′ 32″ E / 41.647541°N,1.142213°E   | IPA-29929     | Ateneu (Tàrrega) · Vegeu més fotos d'aquest monument · Carregueu una nova foto d'aquest monument                                                |
| Cal Costa, Casa Miquel Costa Florensa                                              | BCIL 2006    | Noucentisme XX Mitjan                 | Tàrrega Av. Catalunya, 8                                                             | 41° 38′ 55″ N, 1° 08′ 22″ E / 41.648501°N,1.139518°E   | IPA-29930     | Cal Costa (Tàrrega) · Vegeu més fotos d'aquest monument · Carregueu una nova foto d'aquest monument                                             |
| Habitatge al raval de Sant Agustí, 4                                               |              | Obra popular XVIII Final              | Tàrrega Raval de Sant Agustí, 4                                                      | 41° 38′ 38″ N, 1° 08′ 23″ E / 41.643797°N,1.13973°E    | IPA-29931     | Habitatge al raval de Sant Agustí, 4 (Tàrrega) · Vegeu més fotos d'aquest monument · Carregueu una nova foto d'aquest monument                  |
| Habitatge a la plaça Carles Perelló, 4                                             |              | Eclecticisme XX                       | Tàrrega Pl. Carles Perelló, 4                                                        | 41° 38′ 51″ N, 1° 08′ 16″ E / 41.64753°N,1.13776°E     | IPA-29932     | Habitatge a la plaça Carles Perelló, 4 (Tàrrega) · Vegeu més fotos d'aquest monument · Carregueu una nova foto d'aquest monument                |
| Can Parareda                                                                       |              | Obra popular XX Inici                 | Tàrrega Av. Catalunya, 44                                                            | 41° 38′ 53″ N, 1° 08′ 16″ E / 41.648094°N,1.13789°E    | IPA-29933     | Can Parareda (Tàrrega) · Vegeu més fotos d'aquest monument · Carregueu una nova foto d'aquest monument                                          |
| Casa Toló                                                                          | BCIL 2006    | Eclecticisme XX                       | Tàrrega Av. Catalunya, 40                                                            | 41° 38′ 53″ N, 1° 08′ 17″ E / 41.64815°N,1.13808°E     | IPA-29934     | Casa Toló (Tàrrega) · Vegeu més fotos d'aquest monument · Carregueu una nova foto d'aquest monument                                             |
| Habitatge al carrer Alonso Martínez, 29                                            | BCIL 2006    | Noucentisme XIX Final                 | Tàrrega C. Alonso Martínez, 29                                                       | 41° 38′ 58″ N, 1° 08′ 20″ E / 41.649563°N,1.138871°E   | IPA-29935     | Habitatge al carrer Alonso Martínez, 29 (Tàrrega) · Vegeu més fotos d'aquest monument · Carregueu una nova foto d'aquest monument               |
| Cal Maymó, Casa Maimó                                                              | BCIL 2006    | Modernisme XIX Final                  | Tàrrega C. Alonso Martínez, 37                                                       | 41° 39′ 00″ N, 1° 08′ 20″ E / 41.649906°N,1.138751°E   | IPA-29936     | Cal Maymó (Tàrrega) · Vegeu més fotos d'aquest monument · Carregueu una nova foto d'aquest monument                                             |
| Habitatge al carrer Segle XX, 13                                                   | BCIL 2006    | Eclecticisme XX Inici                 | Tàrrega C. Segle XX, 13                                                              | 41° 38′ 59″ N, 1° 08′ 16″ E / 41.649648°N,1.137739°E   | IPA-29937     | Habitatge al carrer Segle XX, 13 (Tàrrega) · Vegeu més fotos d'aquest monument · Carregueu una nova foto d'aquest monument                      |
| Ca l'Adela Solà                                                                    | BCIL 2006    | Eclecticisme XX Inici                 | Tàrrega C. Sant Roc, 18 - c. Segle XX, 15                                            | 41° 38′ 58″ N, 1° 08′ 14″ E / 41.649526°N,1.137322°E   | IPA-29938     | Ca l'Adela Solà (Tàrrega) · Vegeu més fotos d'aquest monument · Carregueu una nova foto d'aquest monument                                       |
| Habitatge al carrer Sant Roc, 17                                                   | BCIL 2006    | Eclecticisme XX Inici                 | Tàrrega C. Sant Roc, 17 - c. Segle XX                                                | 41° 38′ 58″ N, 1° 08′ 14″ E / 41.649493°N,1.137233°E   | IPA-29939     | Habitatge al carrer Sant Roc, 17 (Tàrrega) · Vegeu més fotos d'aquest monument · Carregueu una nova foto d'aquest monument                      |
| Cal Fité, Habitatge al carrer Governador Padules, 9                                | BCIL 2006    | Modernisme XX Inici                   | Tàrrega C. Governador Padules, 9                                                     | 41° 38′ 56″ N, 1° 08′ 11″ E / 41.64897°N,1.136436°E    | IPA-29940     | Habitatge al carrer Governador Padules, 9 (Tàrrega) · Vegeu més fotos d'aquest monument · Carregueu una nova foto d'aquest monument             |
| Magatzem al carrer Alonso Martínez, 18                                             |              | Noucentisme XX Inici                  | Tàrrega C. Alonso Martínez, 18                                                       | 41° 38′ 58″ N, 1° 08′ 21″ E / 41.649433°N,1.139252°E   | IPA-29941     | Magatzem al carrer Alonso Martínez, 18 (Tàrrega) · Vegeu més fotos d'aquest monument · Carregueu una nova foto d'aquest monument                |
| Església de Fàtima                                                                 | BCIL 2006    | Darreres tendències XX Mitjan         | Tàrrega Av. Fàtima                                                                   | 41° 39′ 00″ N, 1° 07′ 47″ E / 41.649871°N,1.129737°E   | IPA-29942     | Església de Fàtima (Tàrrega) · Vegeu més fotos d'aquest monument · Carregueu una nova foto d'aquest monument                                    |
| Barri de Fàtima                                                                    |              | Obra popular XX Mitjan                | Tàrrega Av. Fàtima                                                                   | 41° 38′ 56″ N, 1° 07′ 46″ E / 41.648801°N,1.129543°E   | IPA-29943     | Barri de Fàtima (Tàrrega) · Vegeu més fotos d'aquest monument · Carregueu una nova foto d'aquest monument                                       |
| Cal Maginet                                                                        | BCIL 2006    | Modernisme XX Inici                   | Tàrrega C. Sant Pelegrí, 39                                                          | 41° 39′ 05″ N, 1° 08′ 21″ E / 41.651297°N,1.139148°E   | IPA-29944     | Cal Maginet (Tàrrega) · Vegeu més fotos d'aquest monument · Carregueu una nova foto d'aquest monument                                           |
| Habitatge a l'Avinguda Catalunya, 73 B                                             |              | Monumentalisme academicista XX Mitjan | Tàrrega Av. Catalunya, 73 bis                                                        | 41° 38′ 50″ N, 1° 07′ 59″ E / 41.647342°N,1.133083°E   | IPA-29945     | Habitatge a l'avinguda Catalunya, 73 B (Tàrrega) · Vegeu més fotos d'aquest monument · Carregueu una nova foto d'aquest monument                |
| Ca l'Argelich                                                                      | BCIL 2006    | Racionalisme XX Mitjan                | Tàrrega Av. Catalunya, 98-104                                                        | 41° 38′ 51″ N, 1° 08′ 00″ E / 41.647609°N,1.133198°E   | IPA-29946     | Ca l'Argelich (Tàrrega) · Vegeu més fotos d'aquest monument · Carregueu una nova foto d'aquest monument                                         |
| Habitatge al carrer Mestre Güell, 10                                               |              | Eclecticisme XX Mitjan                | Tàrrega C. Mestre Güell, 10                                                          | 41° 38′ 55″ N, 1° 08′ 32″ E / 41.648537°N,1.14224°E    | IPA-29947     | Habitatge al carrer Mestre Güell, 10 (Tàrrega) · Vegeu més fotos d'aquest monument · Carregueu una nova foto d'aquest monument                  |
| Habitatge al carrer Mestre Güell, 14                                               |              | Obra popular XX Inici                 | Tàrrega C. Mestre Güell, 14                                                          | 41° 38′ 55″ N, 1° 08′ 33″ E / 41.648615°N,1.142433°E   | IPA-29948     | Habitatge al carrer Mestre Güell, 14 (Tàrrega) · Vegeu més fotos d'aquest monument · Carregueu una nova foto d'aquest monument                  |
| Habitatge al carrer Mestre Güell, 15                                               |              | Obra popular XX                       | Tàrrega C. Mestre Güell, 15                                                          | 41° 38′ 55″ N, 1° 08′ 31″ E / 41.64860°N,1.14199°E     | IPA-29949     | Habitatge al carrer Mestre Güell, 15 (Tàrrega) · Vegeu més fotos d'aquest monument · Carregueu una nova foto d'aquest monument                  |
| Habitatge al Carrer Mestre Güell, 23                                               |              | Obra popular XX Mitjan                | Tàrrega C. Mestre Güell, 23                                                          | 41° 38′ 55″ N, 1° 08′ 32″ E / 41.648719°N,1.14228°E    | IPA-29950     | Habitatge al carrer Mestre Güell, 23 (Tàrrega) · Vegeu més fotos d'aquest monument · Carregueu una nova foto d'aquest monument                  |
| Habitatge al carrer Mestre Güell, 31                                               |              | Obra popular XX Inici                 | Tàrrega C. Mestre Güell, 31                                                          | 41° 38′ 56″ N, 1° 08′ 33″ E / 41.648821°N,1.142495°E   | IPA-29951     | Habitatge al carrer Mestre Güell, 31 (Tàrrega) · Vegeu més fotos d'aquest monument · Carregueu una nova foto d'aquest monument                  |
| Fortificacions de Sant Eloi, Muralles de Sant Eloi                                 | BCIL 2006    | Obra popular XIX Mitjan               | Tàrrega Sant Eloi                                                                    | 41° 39′ 03″ N, 1° 08′ 11″ E / 41.650737°N,1.136302°E   | IPA-29952     | Fortificacions de Sant Eloi (Tàrrega) · Vegeu més fotos d'aquest monument · Carregueu una nova foto d'aquest monument                           |
| Finestral gòtic al parc de Sant Eloi                                               |              | Gòtic                                 | Tàrrega Parc de Sant Eloi                                                            | 41° 39′ 16″ N, 1° 07′ 49″ E / 41.654323°N,1.130154°E   | IPA-29953     | Finestral gòtic al parc de Sant Eloi (Tàrrega) · Vegeu més fotos d'aquest monument · Carregueu una nova foto d'aquest monument                  |
| Creu de Morlans, Creu de terme de Sant Eloi                                        | BCIL 2006    | Gòtic XVIII                           | Tàrrega                                                                              | 41° 39′ 03″ N, 1° 08′ 08″ E / 41.650911°N,1.135433°E   | IPA-29954     | Creu de Morlans (Tàrrega) · Vegeu més fotos d'aquest monument · Carregueu una nova foto d'aquest monument                                       |
| Portalada mirador                                                                  |              | Obra popular XVIII, XX Final          | Tàrrega Sant Eloi                                                                    | 41° 39′ 15″ N, 1° 07′ 52″ E / 41.654305°N,1.131141°E   | IPA-29955     | Portalada mirador (Tàrrega) · Vegeu més fotos d'aquest monument · Carregueu una nova foto d'aquest monument                                     |
| Creu de terme del Pati                                                             | BCIL 2006    | Gòtic XV                              | Tàrrega Pl. Major                                                                    | 41° 38′ 47″ N, 1° 08′ 22″ E / 41.646376°N,1.139331°E   | IPA-29957     | Creu de terme del Pati (Tàrrega) · Vegeu més fotos d'aquest monument · Carregueu una nova foto d'aquest monument                                |
| Farinera Balcells                                                                  | BCIL 2006    | Modernisme XX Mitjan                  | Tàrrega C. Indústria, 9                                                              | 41° 38′ 57″ N, 1° 08′ 05″ E / 41.649258°N,1.134735°E   | IPA-29958     | Farinera Balcells (Tàrrega) · Vegeu més fotos d'aquest monument · Carregueu una nova foto d'aquest monument                                     |
| Monestir de Mas Colom                                                              | BCIL 2006    | Eclecticisme XIX Final                | Tàrrega Finca Mas d'en Colom                                                         | 41° 40′ 11″ N, 1° 07′ 30″ E / 41.669622°N,1.125069°E   | IPA-29959     | Monestir de Mas Colom (Tàrrega) · Vegeu més fotos d'aquest monument · Carregueu una nova foto d'aquest monument                                 |
| Cine Majèstic, Cinema Magèstic                                                     |              | Monumentalisme academicista XX Mitjan | Tàrrega Av. Catalunya, 56                                                            | 41° 38′ 52″ N, 1° 08′ 11″ E / 41.647827°N,1.136361°E   | IPA-29960     | Cine Majèstic (Tàrrega) · Vegeu més fotos d'aquest monument · Carregueu una nova foto d'aquest monument                                         |
| Torre de defensa                                                                   |              | Obra popular XIV                      | Tàrrega Pl. del Carme, 3-4, pati interior                                            | 41° 38′ 54″ N, 1° 08′ 24″ E / 41.64821°N,1.140068°E    | IPA-29963     | Carregueu una nova foto d'aquest monument |
| Muralles del Reguer                                                                | BCIL 2006    | Obra popular XIV                      | Tàrrega C. Migdia                                                                    | 41° 38′ 39″ N, 1° 08′ 20″ E / 41.644073°N,1.138855°E   | IPA-29964     | Muralles del Reguer (Tàrrega) · Vegeu més fotos d'aquest monument · Carregueu una nova foto d'aquest monument                                   |
| Església de Sant Pere                                                              | BCIL 2006    | Barroc, neoclassicisme                | Tàrrega Pl. de l'Església, Altet                                                     | 41° 41′ 00″ N, 1° 08′ 34″ E / 41.683281°N,1.142757°E   | IPA-29967     | Església de Sant Pere (Tàrrega) · Vegeu més fotos d'aquest monument · Carregueu una nova foto d'aquest monument                                 |
| Casa de l'Ajuntament d'Altet                                                       | BCIL 2006    | Obra popular XVIII Mitjan             | Tàrrega C. de Baix, 9, Altet                                                         | 41° 41′ 01″ N, 1° 08′ 37″ E / 41.683719°N,1.143708°E   | IPA-29968     | Casa de l'Ajuntament (Tàrrega) · Vegeu més fotos d'aquest monument · Carregueu una nova foto d'aquest monument                                  |
| Habitatge al carrer del Forn, 9                                                    | BCIL 2006    | Obra popular XVIII Mitjan             | Tàrrega C. del Forn, 9, Altet                                                        | 41° 41′ 02″ N, 1° 08′ 35″ E / 41.683836°N,1.142995°E   | IPA-29969     | Habitatge al carrer del Forn, 9 (Tàrrega) · Vegeu més fotos d'aquest monument · Carregueu una nova foto d'aquest monument                       |
| Pas cobert i arc de pas al carrer del Forn                                         |              | Obra popular XVIII Mitjan             | Tàrrega C. Forn, Altet                                                               | 41° 41′ 01″ N, 1° 08′ 35″ E / 41.683736°N,1.142972°E   | IPA-29970     | Pas cobert i arc de pas al carrer del Forn (Tàrrega) · Vegeu més fotos d'aquest monument · Carregueu una nova foto d'aquest monument            |
| Masia als afores d'Altet                                                           | BCIL 2006    | Obra popular XIX                      | Tàrrega Altet                                                                        | 41° 40′ 38″ N, 1° 08′ 15″ E / 41.677309°N,1.137595°E   | IPA-29971     | Masia als afores d'Altet (Tàrrega) · Vegeu més fotos d'aquest monument · Carregueu una nova foto d'aquest monument                              |
| Església de Sant Salvador                                                          | BCIL 2006    | Neoclassicisme XVII                   | Tàrrega Pl. de l'Església, 6, Claravalls                                             | 41° 42′ 09″ N, 1° 07′ 34″ E / 41.702401°N,1.126048°E   | IPA-29973     | Església de Sant Salvador de Claravalls (Tàrrega) · Vegeu més fotos d'aquest monument · Carregueu una nova foto d'aquest monument               |
| Ermita de la Mare de Déu dels Arcs                                                 | BCIL 2006    | Barroc XVIII                          | Tàrrega C. de la Ravaleta, Claravalls                                                | 41° 42′ 09″ N, 1° 07′ 27″ E / 41.702499°N,1.124201°E   | IPA-29974     | Ermita de la Mare de Déu dels Arcs (Tàrrega) · Vegeu més fotos d'aquest monument · Carregueu una nova foto d'aquest monument                    |
| Casa al carrer de l'Església, 1                                                    | BCIL 2006    | Obra popular XVIII Final              | Tàrrega C. de l'Església, 1, Claravalls                                              | 41° 42′ 08″ N, 1° 07′ 33″ E / 41.702199°N,1.125734°E   | IPA-29977     | Casa al carrer de l'Església, 1 (Tàrrega) · Vegeu més fotos d'aquest monument · Carregueu una nova foto d'aquest monument                       |
| Arc parabòlic al carrer de l'Església, 1                                           | BCIL 2006    | Obra popular XVIII                    | Tàrrega C. de l'Església, 1, Claravalls                                              | 41° 42′ 08″ N, 1° 07′ 32″ E / 41.70221°N,1.125691°E    | IPA-29978     | Arc parabòlic al carrer de l'Església, 1 (Tàrrega) · Vegeu més fotos d'aquest monument · Carregueu una nova foto d'aquest monument              |
| Pas cobert al carrer del Forn I                                                    |              | Obra popular XVIII                    | Tàrrega C. del Forn, Claravalls                                                      | 41° 42′ 09″ N, 1° 07′ 32″ E / 41.70243°N,1.12559°E     | IPA-29979     | Carregueu una nova foto d'aquest monument |
| Pas cobert al carrer del Forn II                                                   |              | Obra popular XVIII                    | Tàrrega C. del Forn, Claravalls                                                      |                                                        | IPA-29980     | Carregueu una nova foto d'aquest monument |
| Església de la Mare de Déu del Roser                                               | BCIL 2006    | Barroc XVIII Inici                    | Tàrrega Conill                                                                       | 41° 42′ 34″ N, 1° 09′ 06″ E / 41.709389°N,1.151576°E   | IPA-29982     | Església de la Mare de Déu del Roser (Tàrrega) · Vegeu més fotos d'aquest monument · Carregueu una nova foto d'aquest monument                  |
| Tina per a guardar el gra                                                          |              | Obra popular XIX Inici                | Tàrrega Conill                                                                       | 41° 42′ 34″ N, 1° 09′ 06″ E / 41.709389°N,1.151576°E   | IPA-29983     | Carregueu una nova foto d'aquest monument |
| Portalada d'accés                                                                  |              | Obra popular XVIII                    | Tàrrega Conill                                                                       | 41° 42′ 34″ N, 1° 09′ 06″ E / 41.709389°N,1.151576°E   | IPA-29984     | Carregueu una nova foto d'aquest monument |
| Creu de terme de Conill                                                            |              | Obra popular XVIII                    | Tàrrega Parc de Sant Eloi                                                            | 41° 39′ 11″ N, 1° 08′ 04″ E / 41.6531694°N,1.1345634°E | IPA-29985     | Creu de terme de Conill (Tàrrega) · Vegeu més fotos d'aquest monument · Carregueu una nova foto d'aquest monument                               |
| Ermita de Sant Marçal                                                              | BCIL 2006    | Obra popular XIV                      | Tàrrega La Figuerosa                                                                 | 41° 41′ 42″ N, 1° 10′ 06″ E / 41.695024°N,1.168321°E   | IPA-29987     | Ermita de Sant Marçal (Tàrrega) · Vegeu més fotos d'aquest monument · Carregueu una nova foto d'aquest monument                                 |
| Pas cobert de Cal Felip i Cal Rei                                                  | BCIL 2006    | Obra popular XVII                     | Tàrrega C. Església, 11, la Figuerosa                                                | 41° 41′ 51″ N, 1° 10′ 04″ E / 41.697437°N,1.167874°E   | IPA-29988     | Cal Felip i Cal Rei (Tàrrega) · Vegeu més fotos d'aquest monument · Carregueu una nova foto d'aquest monument                                   |
| Església de la Mare de Déu de l'Assumpció                                          | BCIL 2006    | Neoclassicisme XIX Mitjan             | Tàrrega Pl. de l'Església, la Figuerosa                                              | 41° 41′ 50″ N, 1° 10′ 05″ E / 41.697284°N,1.168094°E   | IPA-29989     | Església de la Mare de Déu de l'Assumpció (La Figuerosa) · Vegeu més fotos d'aquest monument · Carregueu una nova foto d'aquest monument        |
| Cal Marçal                                                                         | BCIL 2006    | Barroc XVIII Final                    | Tàrrega C. Major, 14, la Figuerosa                                                   | 41° 41′ 49″ N, 1° 10′ 05″ E / 41.697060°N,1.167972°E   | IPA-29990     | Cal Marçal de la Figuerosa (Tàrrega) · Vegeu més fotos d'aquest monument · Carregueu una nova foto d'aquest monument                            |
| Cobert a la Figuerosa                                                              |              | Obra popular XVIII                    | Tàrrega La Figuerosa                                                                 | 41° 41′ 47″ N, 1° 10′ 10″ E / 41.696286°N,1.169574°E   | IPA-29992     | Cobert a la Figuerosa (Tàrrega) · Vegeu més fotos d'aquest monument · Carregueu una nova foto d'aquest monument                                 |
| Església de Santa Maria                                                            | BCIL 2006    | Romànic, gòtic                        | Tàrrega C. del Ventseré, la Figuerosa                                                | 41° 41′ 47″ N, 1° 10′ 06″ E / 41.696336°N,1.168385°E   | IPA-29993     | Església de Santa Maria (Tàrrega) · Vegeu més fotos d'aquest monument · Carregueu una nova foto d'aquest monument                               |
| Ca l'Ortis, arc de pas al carrer de Dalt, 19                                       | BCIL 2006    | Obra popular XVIII                    | Tàrrega C. de Dalt, 19, la Figuerosa                                                 | 41° 41′ 50″ N, 1° 10′ 07″ E / 41.697352°N,1.168572°E   | IPA-29994     | Ca l'Ortis (Tàrrega) · Vegeu més fotos d'aquest monument · Carregueu una nova foto d'aquest monument                                            |
| Església de Sant Gil                                                               | BCIL 2006    | Romànic XIII                          | Tàrrega Pl. de l'Església, Riudovelles                                               | 41° 42′ 52″ N, 1° 11′ 44″ E / 41.714456°N,1.195494°E   | IPA-29996     | Església de Sant Gil (Tàrrega) · Vegeu més fotos d'aquest monument · Carregueu una nova foto d'aquest monument                                  |
| Casa al carrer de les Flors                                                        |              | Obra popular XIX Inici                | Tàrrega C. de les Flors, Riudovelles                                                 | 41° 42′ 51″ N, 1° 11′ 41″ E / 41.714150°N,1.194697°E   | IPA-29997     | Casa al carrer de les Flors (Tàrrega) · Vegeu més fotos d'aquest monument · Carregueu una nova foto d'aquest monument                           |
| Arc de pas al camí de la Circumvalació                                             |              | Obra popular XIX                      | Tàrrega Camí de la Circumvalació, Riudovelles                                        | 41° 42′ 53″ N, 1° 11′ 43″ E / 41.714641°N,1.195246°E   | IPA-29998     | Arc de pas al camí de la Circumvalació (Tàrrega) · Vegeu més fotos d'aquest monument · Carregueu una nova foto d'aquest monument                |
| Pas cobert                                                                         |              | Obra popular XVIII Mitjan             | Tàrrega C. del Forn, Riudovelles                                                     | 41° 42′ 51″ N, 1° 11′ 41″ E / 41.714271°N,1.194677°E   | IPA-29999     | Pas cobert (Tàrrega) · Vegeu més fotos d'aquest monument · Carregueu una nova foto d'aquest monument                                            |
| Església de Santa Maria                                                            | BCIL 2006    | Barroc XVIII                          | Tàrrega C. Major, Santa Maria de Montmagastrell                                      | 41° 43′ 14″ N, 1° 06′ 23″ E / 41.720479°N,1.106517°E   | IPA-30001     | Església de Santa Maria de Montmagastrell (Tàrrega) · Vegeu més fotos d'aquest monument · Carregueu una nova foto d'aquest monument             |
| Cobert a Santa Maria de Montmagastrell                                             |              | Obra popular XIX                      | Tàrrega C. Major, Santa Maria de Montmagastrell                                      | 41° 43′ 14″ N, 1° 06′ 24″ E / 41.720482°N,1.106785°E   | IPA-30002     | Cobert a Santa Maria de Montmagastrell (Tàrrega) · Vegeu més fotos d'aquest monument · Carregueu una nova foto d'aquest monument                |
| Grup de cases unifamiliars al carrer Major                                         |              | Obra popular XX Mitjan                | Tàrrega C. Major, Santa Maria de Montmagastrell                                      | 41° 43′ 13″ N, 1° 06′ 18″ E / 41.720156°N,1.105055°E   | IPA-30003     | Grup de cases unifamiliars al carrer Major (Tàrrega) · Vegeu més fotos d'aquest monument · Carregueu una nova foto d'aquest monument            |
| Església parroquial de Sant Pere del Talladell                                     | BCIL 2006    | Barroc, neoclassicisme XVII           | Tàrrega Pl. de l'Església, Talladell                                                 | 41° 38′ 58″ N, 1° 10′ 02″ E / 41.649534°N,1.167168°E   | IPA-30005     | Església parroquial de Sant Pere del Talladell (Tàrrega) · Vegeu més fotos d'aquest monument · Carregueu una nova foto d'aquest monument        |
| Ermita del Pedregal                                                                | BCIL 2006    | Romànic, historicisme XII, XIX        | Tàrrega Ctra. del Talladell                                                          | 41° 38′ 54″ N, 1° 09′ 29″ E / 41.648375°N,1.158128°E   | IPA-30006     | Ermita del Pedregal (Tàrrega) · Vegeu més fotos d'aquest monument · Carregueu una nova foto d'aquest monument                                   |
| Pou d'aigua                                                                        | BCIL 2006    | Modernisme XX Inici                   | Tàrrega Talladell                                                                    | 41° 38′ 57″ N, 1° 10′ 33″ E / 41.649228°N,1.175761°E   | IPA-30010     | Pou d'aigua (Tàrrega) · Vegeu més fotos d'aquest monument · Carregueu una nova foto d'aquest monument                                           |
| Cementiri de Tàrrega                                                               |              | Obra popular XIX Mitjan               | Tàrrega Talladell                                                                    | 41° 39′ 06″ N, 1° 10′ 29″ E / 41.651545°N,1.174808°E   | IPA-30011     | Cementiri de Tàrrega · Vegeu més fotos d'aquest monument · Carregueu una nova foto d'aquest monument                                            |
| Cal Biosca                                                                         | BCIL 2006    | Obra popular XVIII Mitjan             | Tàrrega C. Sant Pere, 3, Talladell                                                   | 41° 38′ 58″ N, 1° 10′ 00″ E / 41.649535°N,1.166676°E   | IPA-30013     | Cal Biosca (Tàrrega) · Vegeu més fotos d'aquest monument · Carregueu una nova foto d'aquest monument                                            |
| Cal Codina                                                                         | BCIL 2006    | Barroc, obra popular XVIII            | Tàrrega C. Major, 24, Talladell                                                      | 41° 38′ 58″ N, 1° 10′ 01″ E / 41.649370°N,1.166929°E   | IPA-30014     | Cal Codina (Tàrrega) · Vegeu més fotos d'aquest monument · Carregueu una nova foto d'aquest monument                                            |
| Casa al carrer Major, 20                                                           | BCIL 2006    | Barroc, obra popular XVIII            | Tàrrega C. Major, 20, Talladell                                                      | 41° 38′ 58″ N, 1° 10′ 03″ E / 41.649551°N,1.167405°E   | IPA-30015     | Casa al carrer Major, 20 (Tàrrega) · Vegeu més fotos d'aquest monument · Carregueu una nova foto d'aquest monument                              |
| Pas cobert del Talladell                                                           |              | Obra popular XIX                      | Tàrrega C. del Forn, Talladell                                                       | 41° 39′ 01″ N, 1° 10′ 04″ E / 41.650191°N,1.167899°E   | IPA-30016     | Pas cobert del Talladell (Tàrrega) · Vegeu més fotos d'aquest monument · Carregueu una nova foto d'aquest monument                              |
| Pallissa                                                                           |              | Obra popular XIX                      | Tàrrega Talladell (desapareguda)                                                     | 41° 39′ 03″ N, 1° 10′ 11″ E / 41.650956°N,1.169745°E   | IPA-30017     | Pallissa (Tàrrega) · Vegeu més fotos d'aquest monument · Carregueu una nova foto d'aquest monument                                              |
| Cal Gassol                                                                         | BCIL 2006    | Eclecticisme XIX                      | Tàrrega C. Major, 2, Talladell                                                       | 41° 39′ 00″ N, 1° 10′ 06″ E / 41.650085°N,1.168347°E   | IPA-30019     | Cal Gassol (Tàrrega) · Vegeu més fotos d'aquest monument · Carregueu una nova foto d'aquest monument                                            |
| Casa al carrer Major, 29                                                           |              | Obra popular XX Inici                 | Tàrrega C. Major, 29, Talladell                                                      | 41° 38′ 56″ N, 1° 09′ 58″ E / 41.648927°N,1.166135°E   | IPA-30020     | Casa al carrer Major, 29 (Tàrrega) · Vegeu més fotos d'aquest monument · Carregueu una nova foto d'aquest monument                              |
| Els Molinets                                                                       |              | Obra popular XVIII-XX                 | Tàrrega Dreta riu Ondara                                                             |                                                        | IPA-30021     | Carregueu una nova foto d'aquest monument |
| Molí de la Font                                                                    |              | Obra popular XVIII                    | Tàrrega Esquerra riu Ondara                                                          |                                                        | IPA-30022     | Carregueu una nova foto d'aquest monument |
| Molí del Panós                                                                     |              | Obra popular XVIII                    | Tàrrega Esquerra riu Ondara                                                          | 41° 38′ 43″ N, 1° 09′ 42″ E / 41.645313°N,1.161793°E   | IPA-30023     | Molí del Panós (Tàrrega) · Vegeu més fotos d'aquest monument · Carregueu una nova foto d'aquest monument                                        |
| Molí del Poble                                                                     |              | Obra popular XVIII                    | Tàrrega Dintre de Tàrrega                                                            |                                                        | IPA-30025     | Carregueu una nova foto d'aquest monument |
| Molí del Prenyanosa                                                                |              | Obra popular XVIII                    | Tàrrega Als afores de Talladell, dreta del riu Ondara                                | 41° 38′ 57″ N, 1° 10′ 33″ E / 41.649228°N,1.175761°E   | IPA-30026     | Molí del Prenyanosa (Tàrrega) · Vegeu més fotos d'aquest monument · Carregueu una nova foto d'aquest monument                                   |
| Molí del Terés                                                                     |              | Obra popular XVIII                    | Tàrrega Dreta del riu Ondara                                                         |                                                        | IPA-30027     | Carregueu una nova foto d'aquest monument |
| Molí Vell                                                                          |              | Obra popular XVIII                    | Tàrrega Dreta del riu Ondara                                                         |                                                        | IPA-30028     | Carregueu una nova foto d'aquest monument |
| Molí del Verni                                                                     | BCIL 2006    | Obra popular XIX Mitjan               | Tàrrega Dreta del riu Ondara, als afores de Tàrrega                                  | 41° 38′ 52″ N, 1° 07′ 05″ E / 41.647640°N,1.117938°E   | IPA-30029     | Molí del Verni (Tàrrega) · Vegeu més fotos d'aquest monument · Carregueu una nova foto d'aquest monument                                        |
| Cal Portalé                                                                        |              | Obra popular XVIII Mitjan             | Tàrrega C. Major, Riudovelles                                                        | 41° 42′ 52″ N, 1° 11′ 43″ E / 41.714458°N,1.195262°E   | IPA-30534     | Cal Portalé de Riudovelles (Tàrrega) · Vegeu més fotos d'aquest monument · Carregueu una nova foto d'aquest monument                            |
| Carrer de les Piques                                                               | BCIL 2006    | Obra popular XIII-XIV                 | Tàrrega C. de les Piques                                                             | 41° 38′ 45″ N, 1° 08′ 25″ E / 41.645721°N,1.14017°E    | IPA-30537     | Carrer de les Piques (Tàrrega) · Vegeu més fotos d'aquest monument · Carregueu una nova foto d'aquest monument                                  |
| Fàbrica Trepat                                                                     | BCIL 2006    | Obra popular XX Mitjan                | Tàrrega Ctra. N-II                                                                   | 41° 38′ 49″ N, 1° 07′ 32″ E / 41.646912°N,1.125562°E   | IPA-30538     | Fàbrica Trepat (Tàrrega) · Vegeu més fotos d'aquest monument · Carregueu una nova foto d'aquest monument                                        |
| Habitatge al carrer de la Font, 32                                                 |              | Obra popular XIX Mitjan               | Tàrrega C. de la Font, 32                                                            | 41° 38′ 41″ N, 1° 08′ 24″ E / 41.644761°N,1.139915°E   | IPA-30539     | Habitatge al carrer de la Font, 32 (Tàrrega) · Vegeu més fotos d'aquest monument · Carregueu una nova foto d'aquest monument                    |
| Habitatge al carrer de la Font, 24                                                 |              | Obra popular XIX Inici                | Tàrrega C. de la Font, 24                                                            | 41° 38′ 42″ N, 1° 08′ 23″ E / 41.644943°N,1.139786°E   | IPA-30540     | Habitatge al carrer de la Font, 24 (Tàrrega) · Vegeu més fotos d'aquest monument · Carregueu una nova foto d'aquest monument                    |
| Pou de gel                                                                         | BCIL 2016    |                                       | Tàrrega C. del Pou de Gel                                                            | 41° 38′ 46″ N, 1° 08′ 16″ E / 41.64616°N,1.13764°E     | IPA-45220     | Carregueu una nova foto d'aquest monument |
| Ca l'Armengol, Ca l'Andreu                                                         | BCIL 2018    | Obra popular XV                       | Tàrrega Pl. Major, 6                                                                 | 41° 38′ 47″ N, 1° 08′ 23″ E / 41.64626°N,1.13975°E     | IPA-46478     | Ca l'Armengol (Tàrrega) · Vegeu més fotos d'aquest monument · Carregueu una nova foto d'aquest monument                                         |
| Casa del Forn dels Jueus                                                           | BCIL 2006    | Gòtic Medieval                        | Tàrrega C. de l'Estudi, 8                                                            | 41° 38′ 45″ N, 1° 08′ 23″ E / 41.64594°N,1.13970°E     | IPA-47888     | Casa del Forn dels Jueus (Tàrrega) · Vegeu més fotos d'aquest monument · Carregueu una nova foto d'aquest monument                              |
| Cal Berguedà                                                                       | BCIL 2006    | Modernisme XX                         | Tàrrega C. del Carme, 6                                                              | 41° 38′ 49″ N, 1° 08′ 22″ E / 41.646923°N,1.139539°E   | IPA-47891     | Cal Berguedà (Tàrrega) · Vegeu més fotos d'aquest monument · Carregueu una nova foto d'aquest monument                                          |
| Pou de la Maresca                                                                  | BCIL 2006    | Modernisme XX                         | Tàrrega Al costat del pont de l'Ondara, el Talladell                                 | 41° 38′ 51″ N, 1° 10′ 01″ E / 41.64757°N,1.16703°E     | IPA-47892     | Carregueu una nova foto d'aquest monument |
| Cabana de volta a les Garrigues Baixes                                             | BCIL 2006    | Obra popular XIX                      | Tàrrega Partida de les Garrigues Baixes                                              |                                                        | IPA-47894     | Carregueu una nova foto d'aquest monument |
| Cabana de volta a les Vinyasses                                                    | BCIL 2006    | Obra popular XIX                      | Tàrrega Partida de les Vinyasses, Claravalls                                         |                                                        | IPA-47897     | Carregueu una nova foto d'aquest monument |
| Cabana de volta a Comabruna                                                        | BCIL 2006    | Obra popular XIX                      | Tàrrega Partida de Comabruna                                                         |                                                        | IPA-47898     | Carregueu una nova foto d'aquest monument |
| Cabana de volta a la Figuerosa                                                     | BCIL 2006    | Obra popular XIX                      | Tàrrega Tossal entre la partida dels Reguers i la de la Rafelona, la Figuerosa       |                                                        | IPA-47899     | Carregueu una nova foto d'aquest monument |
| Caseriu agrícola a la Botja                                                        | BCIL 2006    | Obra popular XX                       | Tàrrega Partida de la Botja, Santa Maria de Montmagastrell                           |                                                        | IPA-47900     | Carregueu una nova foto d'aquest monument |
| Cobert de la Torreta del Roca                                                      | BCIL 2006    | Obra popular                          | Tàrrega El Talladell                                                                 |                                                        | IPA-47901     | Carregueu una nova foto d'aquest monument |
| Era a Claravalls                                                                   | BCIL 2006    | Obra popular                          | Tàrrega Partida de les Eres, Claravalls                                              |                                                        | IPA-47909     | Carregueu una nova foto d'aquest monument |
| Biblioteca Comarcal                                                                | BCIL 2006    | 1994                                  | Tàrrega Pl. de Sant Antoni, 3                                                        | 41° 38′ 43″ N, 1° 08′ 19″ E / 41.64523°N,1.13863°E     | IPA-47913     | Biblioteca Comarcal (Tàrrega) · Vegeu més fotos d'aquest monument · Carregueu una nova foto d'aquest monument                                   |
| asa al carrer Agoders, 3                                                           | BCIL 2006    |                                       | Tàrrega C. Agoders, 3                                                                | 41° 38′ 48″ N, 1° 08′ 23″ E / 41.64657°N,1.13978°E     | IPA-47914     | Casa al carrer Agoders, 3 (Tàrrega) · Vegeu més fotos d'aquest monument · Carregueu una nova foto d'aquest monument                             |
| Casa al carrer Agoders, 8                                                          | BCIL 2006    |                                       | Tàrrega C. Agoders, 8                                                                | 41° 38′ 48″ N, 1° 08′ 24″ E / 41.64662°N,1.14006°E     | IPA-48914     | Casa al carrer Agoders, 8 (Tàrrega) · Vegeu més fotos d'aquest monument · Carregueu una nova foto d'aquest monument                             |
| Casa al carrer Agoders, 22-24                                                      | BCIL 2006    | Obra popular                          | Tàrrega C. Agoders, 22-24                                                            | 41° 38′ 49″ N, 1° 08′ 27″ E / 41.64689°N,1.14071°E     | IPA-48916     | Casa al carrer Agoders, 22-24 (Tàrrega) · Vegeu més fotos d'aquest monument · Carregueu una nova foto d'aquest monument                         |
| Casa Burló                                                                         | BCIL 2006    | Obra popular                          | Tàrrega C. Agoders, 26                                                               | 41° 38′ 49″ N, 1° 08′ 27″ E / 41.64693°N,1.14080°E     | IPA-48919     | Casa Burló (Tàrrega) · Vegeu més fotos d'aquest monument · Carregueu una nova foto d'aquest monument                                            |
| Cal Castellana Pobre II                                                            | BCIL 2006    |                                       | Tàrrega C. Agoders, 38                                                               | 41° 38′ 50″ N, 1° 08′ 29″ E / 41.64719°N,1.14139°E     | IPA-48921     | Cal Castellana Pobre II (Tàrrega) · Vegeu més fotos d'aquest monument · Carregueu una nova foto d'aquest monument                               |
| Casa al carrer del Carme i plaça dels Àlbers                                       | BCIL 2006    | Neoclassicisme                        | Tàrrega C. del Carme - pl. dels Àlbers, 1                                            | 41° 38′ 49″ N, 1° 08′ 22″ E / 41.64695°N,1.13947°E     | IPA-48922     | Casa al carrer del Carme i plaça dels Àlbers (Tàrrega) · Vegeu més fotos d'aquest monument · Carregueu una nova foto d'aquest monument          |
| Casa al carrer del Carme, 7                                                        | BCIL 2006    |                                       | Tàrrega C. del Carme, 7                                                              | 41° 38′ 50″ N, 1° 08′ 22″ E / 41.64722°N,1.13952°E     | IPA-48925     | Casa al carrer del Carme, 7 (Tàrrega) · Vegeu més fotos d'aquest monument · Carregueu una nova foto d'aquest monument                           |
| Casa al carrer del Carme, 9                                                        | BCIL 2006    | Neoclassicisme XX                     | Tàrrega C. del Carme, 9 - c. Santa Anna, 2                                           | 41° 38′ 50″ N, 1° 08′ 23″ E / 41.64724°N,1.13959°E     | IPA-48926     | Casa al carrer del Carme, 9 (Tàrrega) · Vegeu més fotos d'aquest monument · Carregueu una nova foto d'aquest monument                           |
| Casa Delfí                                                                         | BCIL 2006    | Noucentisme                           | Tàrrega C. del Carme, 5                                                              | 41° 38′ 50″ N, 1° 08′ 22″ E / 41.64716°N,1.13953°E     | IPA-48927     | Casa Delfí (Tàrrega) · Vegeu més fotos d'aquest monument · Carregueu una nova foto d'aquest monument                                            |
| Casa al carrer Sant Joan, 5                                                        | BCIL 2006    | Eclecticisme                          | Tàrrega C. Sant Joan, 5                                                              | 41° 38′ 49″ N, 1° 08′ 19″ E / 41.64698°N,1.13873°E     | IPA-48928     | Casa al carrer Sant Joan, 5 (Tàrrega) · Vegeu més fotos d'aquest monument · Carregueu una nova foto d'aquest monument                           |
| Casa al carrer del Carme, 11                                                       | BCIL 2006    |                                       | Tàrrega C. del Carme, 11                                                             | 41° 38′ 50″ N, 1° 08′ 23″ E / 41.64732°N,1.13972°E     | IPA-48929     | Casa al carrer del Carme, 11 (Tàrrega) · Vegeu més fotos d'aquest monument · Carregueu una nova foto d'aquest monument                          |
| Casa al carrer del Carme, 13                                                       | BCIL 2006    |                                       | Tàrrega C. del Carme, 13                                                             | 41° 38′ 51″ N, 1° 08′ 23″ E / 41.64740°N,1.13981°E     | IPA-48930     | Casa al carrer del Carme, 13 (Tàrrega) · Vegeu més fotos d'aquest monument · Carregueu una nova foto d'aquest monument                          |
| Can Sala                                                                           | BCIL 2006    | Neoclassicisme XX                     | Tàrrega C. del Carme, 12                                                             | 41° 38′ 49″ N, 1° 08′ 23″ E / 41.64705°N,1.13960°E     | IPA-48933     | Can Sala (Tàrrega) · Vegeu més fotos d'aquest monument · Carregueu una nova foto d'aquest monument                                              |
| Casa al carrer Sant Pere, 1                                                        | BCIL 2006    |                                       | Tàrrega C. Sant Pere, 1, el Talladell                                                | 41° 38′ 58″ N, 1° 10′ 00″ E / 41.64939°N,1.16679°E     | IPA-48934     | Carregueu una nova foto d'aquest monument |
| Magatzems Costa                                                                    | BCIL 2006    | XX                                    | Tàrrega C. del Carme, 32                                                             | 41° 38′ 51″ N, 1° 08′ 24″ E / 41.64752°N,1.14002°E     | IPA-48935     | Magatzems Costa (Tàrrega) · Vegeu més fotos d'aquest monument · Carregueu una nova foto d'aquest monument                                       |
| Font a la plaça Lluís Millet                                                       | BCIL 2006    | Modernisme                            | Tàrrega Pl. Lluís Millet                                                             | 41° 38′ 48″ N, 1° 08′ 20″ E / 41.64670°N,1.13895°E     | IPA-48936     | Font a la plaça Lluís Millet (Tàrrega) · Vegeu més fotos d'aquest monument · Carregueu una nova foto d'aquest monument                          |
| Casa al carrer Major del Talladell, 26                                             | BCIL 2006    |                                       | Tàrrega C. Major, 26 - c. de Sant Pere, el Talladell                                 | 41° 38′ 57″ N, 1° 10′ 00″ E / 41.64926°N,1.16677°E     | IPA-48937     | Carregueu una nova foto d'aquest monument |
| Conjunt de cabana i cobert al camí de Conill                                       | BCIL 2006    | Obra popular XVIII                    | Tàrrega Camí de Conill, Altet                                                        |                                                        | IPA-48938     | Carregueu una nova foto d'aquest monument |
| Cabana de regadiu a Claravalls                                                     | BCIL 2006    | Obra popular XX                       | Tàrrega Dreta del canal d'Urgell, Claravalls                                         |                                                        | IPA-48940     | Carregueu una nova foto d'aquest monument |
| Estació de Renfe                                                                   | BCIL 2006    | Neoclassicisme XIX                    | Tàrrega C. del Segle XX, 4                                                           | 41° 39′ 01″ N, 1° 08′ 20″ E / 41.65017°N,1.13894°E     | IPA-48941     | Estació de Renfe (Tàrrega) · Vegeu més fotos d'aquest monument · Carregueu una nova foto d'aquest monument                                      |
| Cabana de volta de Riudovelles                                                     | BCIL 2006    |                                       | Tàrrega Partida de Plans del Bosc, Riudovelles                                       |                                                        | IPA-48944     | Carregueu una nova foto d'aquest monument |
| Cabana de pedra seca a Conill                                                      | BCIL 2006    |                                       | Tàrrega Camí de la Figuerosa a Claravalls, Conill                                    |                                                        | IPA-48945     | Carregueu una nova foto d'aquest monument |
| Cabana de volta a la pujada al Tossal de l'Espina                                  | BCIL 2006    | Obra popular                          | Tàrrega Camí de Verdú a Vilagrassa                                                   |                                                        | IPA-48947     | Carregueu una nova foto d'aquest monument |
| Cabana de volta exempta a la partida de la Plana de l'Urgell                       | BCIL 2006    | Obra popular XIX                      | Tàrrega Plana de l'Urgell                                                            |                                                        | IPA-48948     | Carregueu una nova foto d'aquest monument |
| Casa al carrer del Carme, 36                                                       | BCIL 2006    | Neoclassicisme XX                     | Tàrrega C. del Carme, 36                                                             | 41° 38′ 52″ N, 1° 08′ 25″ E / 41.64766°N,1.14016°E     | IPA-48949     | Casa al carrer del Carme, 36 (Tàrrega) · Vegeu més fotos d'aquest monument · Carregueu una nova foto d'aquest monument                          |
| Pallissa a la Figuerosa                                                            | BCIL 2006    | Obra popular XIX                      | Tàrrega Partida de les Comes, la Figuerosa                                           |                                                        | IPA-48950     | Carregueu una nova foto d'aquest monument |
| Cabana de volta del Santfeliu                                                      | BCIL 2006    |                                       | Tàrrega Camí de la partida del Clot del Ferragut a la del Pla de Lluçà, la Figuerosa | 41° 40′ 49″ N, 1° 10′ 44″ E / 41.680351°N,1.178758°E   | IPA-48951     | Carregueu una nova foto d'aquest monument |
| Cabana de volta al camí al Tossal de les Madruganyes                               | BCIL 2006    | Obra popular                          | Tàrrega Camí al Tossal de les Madruganyes, la Figuerosa                              |                                                        | IPA-48953     | Carregueu una nova foto d'aquest monument |
| Masia Torre del Codina                                                             | BCIL 2006    | Obra popular XVII                     | Tàrrega Camí a Granyena, partida del Pla de Piteu                                    | 41° 37′ 33″ N, 1° 10′ 54″ E / 41.62574°N,1.18174°E     | IPA-48955     | Carregueu una nova foto d'aquest monument |
| Casa al carrer Sant Joan, 7                                                        | BCIL 2006    | Eclecticisme                          | Tàrrega C. Sant Joan, 7                                                              | 41° 38′ 50″ N, 1° 08′ 19″ E / 41.64709°N,1.13872°E     | IPA-48956     | Casa al carrer Sant Joan, 7 (Tàrrega) · Vegeu més fotos d'aquest monument · Carregueu una nova foto d'aquest monument                           |
| Casa a l'avinguda Raval del Carme, 2                                               | BCIL 2006    | Eclecticisme XX                       | Tàrrega Av. Raval del Carme, 2                                                       | 41° 38′ 55″ N, 1° 08′ 27″ E / 41.64863°N,1.14095°E     | IPA-48963     | Casa a l'avinguda Raval del Carme, 2 (Tàrrega) · Vegeu més fotos d'aquest monument · Carregueu una nova foto d'aquest monument                  |
| Casa al carrer Sant Joan, 9                                                        | BCIL 2006    | XIX                                   | Tàrrega C. Sant Joan, 9                                                              | 41° 38′ 50″ N, 1° 08′ 19″ E / 41.64725°N,1.13871°E     | IPA-48966     | Casa al carrer Sant Joan, 9 (Tàrrega) · Vegeu més fotos d'aquest monument · Carregueu una nova foto d'aquest monument                           |
| Casa a l'avinguda Catalunya, 31                                                    | BCIL 2006    | Modernisme XX                         | Tàrrega Av. Catalunya, 31                                                            | 41° 38′ 53″ N, 1° 08′ 18″ E / 41.64800°N,1.13828°E     | IPA-48967     | Casa a l'avinguda Catalunya, 31 (Tàrrega) · Vegeu més fotos d'aquest monument · Carregueu una nova foto d'aquest monument                       |
| Antigues Escoles                                                                   | BCIL 2006    | Noucentisme 1921                      | Tàrrega Pl. de la Font, la Figuerosa                                                 | 41° 41′ 48″ N, 1° 10′ 06″ E / 41.69676°N,1.16840°E     | IPA-48968     | Carregueu una nova foto d'aquest monument |
| Masia Ribalta                                                                      | BCIL 2006    | XIX                                   | Tàrrega Camí Ral, partida de l'Illa, Claravalls                                      | 41° 41′ 22″ N, 1° 05′ 11″ E / 41.68938°N,1.08639°E     | IPA-48969     | Carregueu una nova foto d'aquest monument |
| Masia Gasset                                                                       | BCIL 2006    | XVIII                                 | Tàrrega Claravalls                                                                   | 41° 42′ 48″ N, 1° 07′ 15″ E / 41.713242°N,1.12077°E    | IPA-48970     | Carregueu una nova foto d'aquest monument |
| Arxiu Comarcal de l'Urgell                                                         | BCIL 2006    | Darreres tendències 1986              | Tàrrega C. de les Sitges, 4                                                          | 41° 38′ 43″ N, 1° 08′ 21″ E / 41.64529°N,1.13914°E     | IPA-48974     | Carregueu una nova foto d'aquest monument |
| Cabana de volta de dovelles al Talladell                                           | BCIL 2006    | Obra popular                          | Tàrrega Camí a l'Altet, el Talladell                                                 |                                                        | IPA-49088     | Carregueu una nova foto d'aquest monument |
| Cabana de volta i pallissa al Talladell                                            | BCIL 2006    | Obra popular XIX                      | Tàrrega Partida de la Cibella, el Talladell                                          |                                                        | IPA-49089     | Carregueu una nova foto d'aquest monument |
| Conjunt agrícola al Clot del Lladre                                                | BCIL 2006    | Obra popular                          | Tàrrega Santa Maria de Montmagastrell                                                | 41° 43′ N, 1° 07′ E / 41.72°N,1.11°E                   | IPA-49092     | Carregueu una nova foto d'aquest monument |